# Louis Fierens
Victor Louis Fierens (14 de octubre de 1875-1967) fue un deportista belga que compitió en tiro con arco, en la modalidad de arco recurvo. Participó en los Juegos Olímpicos de Amberes 1920, obteniendo tres medallas, dos de oro y una de plata.

## Palmarés internacional
| Juegos Olímpicos | Juegos Olímpicos  | Juegos Olímpicos | Juegos Olímpicos             |
| Año              | Lugar             | Medalla          | Prueba                       |
| ---------------- | ----------------- | ---------------- | ---------------------------- |
| 1920             | Amberes (Bélgica) | Medalla de oro   | Pichón móvil 33 m por equipo |
| 1920             | Amberes (Bélgica) | Medalla de oro   | Pichón móvil 50 m por equipo |
| 1920             | Amberes (Bélgica) | Medalla de plata | Pichón móvil 28 m por equipo |